# Radoslav Rochallyi
Radoslav Rochallyi (Bardejov, 1º maggio 1980) è un poeta, filosofo e scrittore slovacco.

## Biografia
Rochallyi è nato a Bardejov, in Cecoslovacchia, in una famiglia con radici ungheresi. L'Autore si è laureato in Management presso la London International Graduate School e possiede un certificato in Belle Arti, conseguito presso il Pratt Institute. Ha anche studiato filosofia e matematica (algebra lineare). 
É membro del Mensa.

## Creazione

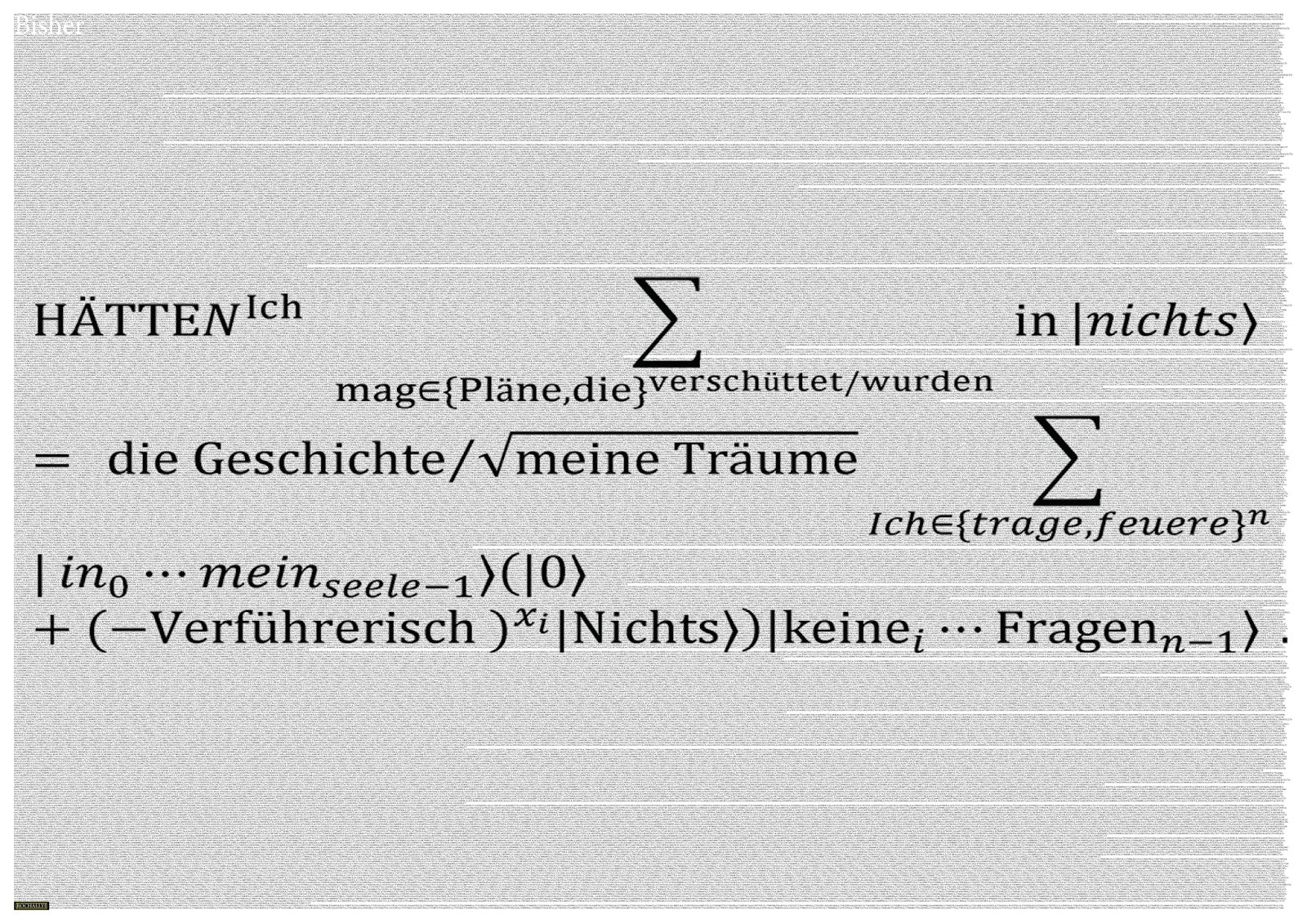
Esempio di poesia sull'equazione del DNA, 2019, titolo del poema: Bisher

Il linguaggio poetico di Rochallyi è caratterizzato da austerità, minimalismo, direttività e un intenso lavoro introspettivo con il testo.
Secondo Jan Baláž, la poesia di Radoslav Rochallyi è caratterizzata dall'uso del verso libero, che dà all'autore la libertà e l'immediatezza necessarie per conservare la natura specifica della testimonianza senza abbellimenti. Nel 2018 ha vinto il secondo e il terzo posto nella competizione nazionale del lettore 2018 Association of Slovak Writers. Ha vinto il premio per la sua raccolta di poesie Panoptikum e per il suo libro di prosa List pre syna ("Lettera a un figlio").
Secondo Maria Varga, il libro "Mythra Invictus" con il sottotitolo "Il destino dell'uomo" è un poema filosofico, che indica che uno scrittore dovrebbe staccarsi dalla terra, essere sé stesso, sfruttare al massimo il suo potenziale creativo umano, essere più che umano - essere un uomo nuovo, un uomo futuro.
Mythra Invictus ha ricevuto un'accoglienza positiva. , 
Rochallyi ha una stretta relazione con la matematica. Nel saggio filosofico Mythra Invictus scrisse: "La matematica richiede un principio attivo, ed è nella comprensione matematica del mondo che puoi avvicinarti alla perfezione".
Nella collezione DNA-Canvases of Poetry usa equazioni matematiche per esprimere la sua poesia.
Oltre al suo libro, equazioni poetiche sono state pubblicate anche in antologie. ,
, , e riviste,, , 
Secondo Lenka Vrebl, la percezione di Radoslav Rochallyi non è ludica, è seria, diretta e focalizzata. In Golden Divine, raggiunge il suo apice sperimentando forme di versi e poesia nel suo complesso. In questa raccolta, ha cercato di collegare la poesia con phi (φ) e quindi il numero 1,618034 in forma non grafica e con una sezione aurea nella sua forma grafica.
Il suo lavoro visivo è stato presentato in gallerie anche in Italia.

## Libri

### Poesia
- 2004 – Panoptikum: haikai no renga ISBN 978-1981294893.
- 2014 - Yehidah, 2014. ISBN 978-1523354542.
- 2015 - Golden Divine, Brno: Tribun EU, 2015. ISBN 978-80-263-0877-5.
- 2015 - Krv ("Sangue"), 2015. ISBN 978-80-972031-7-7.
- 2016 - Torwalden, 2016. ISBN 978-1534848702.
- 2018 - Mechanika všednosti ("Meccanica della vita quotidiana"), 2018. ISBN 978-80-8202-030-7.
- 2018 - Arété, 2018. ISBN 978-80-8202-041-3
- 2019 – Mythra Invictus, Bratislava, VSSS, 2019. ISBN 9788082020857.
- 2019 – DNA: Leinwänden der Poesie(In tedesco)  ISBN 978-8097350116
- 2019 – DNA: Canvases of Poetry(In inglese)   ISBN 978-8097350123
- 2020 – PUNCH [In inglese]  ISBN 978-8097373702
- 2021 – # mathaeata [In inglese],  ISBN 9788097373719

### Prose
- 2017 – List pre syna ("Lettera a un figlio"), Brno: Tribun EU, 2017 ISBN 978-80-263-1195-9.

### Traduzioni in inglese
- 2016 – Golden Divine, 2016 ISBN 978-1523223916.
- 2019 – Mythra Invictus. The destiny of man. Bratislava: VSSS, 2019. 108 p. ISBN 9788082020857.
- 2020 – ESSE. Theorems on morality and power. Bratislava: EOCN. 2020, 168p. ISBN 978-80-9735-013-0.